# Castillo de Voltregá
El Castillo de Voltregá es un castillo del municipio de Las Masías de Voltregá (Osona), provincia de Barcelona, declarado Bien Cultural de Interés Nacional.IPAC: 1135
Se encuentra hacia el Grau de Sobremunt, la Miranda y la masía Serratosa, al sur de la conocida como Capilla de San Martín Xic. Tenía un término jurisdiccional que abarcaba los actuales municipios de Masies de Voltregá —donde se encuentra la edificación—, San Hipólito de Voltregá, Santa Cecilia de Voltregá y Sobremunt.

## Historia
Las primeras noticias del castillo se remontan al 902, cuando una mujer llamada Sabrosa, vendió a Bel·ló y a Eguisanna la séptima parte de una casa con corte, situada en el apéndice del castillo de Voltregá, al término de la villa de Orriols. En el 944 y en el 969 aparece documentada la Guarda del castillo de Voltregá. El dominio eminente estaba en manos de los condes de Barcelona y el conde Ramón Borrell dio este castillo a su esposa Ermessenda de Carcasona formando parte de un lote de castillos que eran la dotación nupcial. Esta dama lo empeña a su hijo Berenguer Ramón I en el año 1023. También fue dado en 1107 por el conde Ramón Berenguer III a Bernat III, conde de Besalú al morir el cual, sin descendencia, el castillo volvió al patrimonio de los condes de Barcelona.
El 1055 la escala feudal era complicada: Los condes de Barcelona, el obispo de Vic, el senescal de los condes, Sal·la de Voltregà y Arnau Argemir. Los principales feudatarios eran los obispos de Vich y el senescal del conde de Barcelona, Amat Elderic de Orís el que adquirió un gran patrimonio de nuevo castillos, entre ellos el de Voltregá que pasó a su hijo Pedro Amat. Posteriormente, los castillos pasaron a la familia Gurb-Queralt. El 1121, Berenguer Bernat de Queralt prestó homenaje al conde Ramón Berenguer III por Voltregá y otros castillos. El 1196, Sibila de Queralt en su testamento dejaba Voltregá a su hijo Berenguer III de Queralt, entre otros castillos. Al desaparecer esta familia, los obispos de Vic recuperaron el dominio. La casa de Moncada apareció ostentando la posesión del castillo. Así, en 1291, el infante Pedro reconocía que su futura esposa, Guillerma II de Montcada le aportaba como dote este castillo junto con muchos otros. En 1294, el obispo de Vic Ramón de Anglesola requirió al infante Pedro homenaje por los castillos de Orís, Solterra y Voltregá. Muerta Guillerma sin descendencia, el castillo se incorporó a la baronía de Montcada la cual se incorporó a la corona. Unos nuevos señores, los vizcondes de Cabrera, adquirieron el mero imperio y vendieron el castillo al ciudadano de Vic Andreu Vallado en 1329. En 1351 había pasado al vizconde de Cabrera Bernat III que, en 1358, declaraba tener el castillo de Voltregá con toda la jurisdicción alta y baja, paz y guerra y  hueste y cabalgada. El 1370, el castillo de Voltregá fue vendido al obispado de Vic que fue señor hasta la abolición de los señoríos jurisdiccionales en el siglo XIX.
Durante una parte de la guerra entre la Generalidad (1462-72) y el rey Juan II de Aragón, el castillo estuvo con las fuerzas de la Generalidad. Al final de la guerra estaba derribado y seguramente no se reconstruyó más.

## Descripción
Los pocos restos del castillo que se conservan se sitúan en la cima de una colina, al sur de la conocida como Capilla de Sant Martí Xic. La planta del castillo está adaptada a la topografía, muy irregular, donde destaca una punta mirando a suroeste. En el centro del recinto, que habría sido amurallado, se situaría una estancia de planta rectangular, la cual, encima del punto más alto de la colina, señalaría la entrada de un pasillo o mina, que según la tradición, conducía hasta Sorreigs.
Los muros aparecen hechos de sillares desbastados, unidos con mortero de cal, dispuestos en hiladas irregulares, muy dañadas por las raíces. Solamente en el recinto superior del aparato alcanza una cierta regularidad.
A los pies del recinto del castillo se encuentra la iglesia de Sant Martí Xic. Esta es de una única nave, con ábside semicircular, con portal adintelado y ventana en el muro de mediodía. El interior conserva un arco toral en el centro de la nave y un otro que la separa del presbiterio. Antes de la restauración de 1984, la iglesia presentaba un gran agujero en el muro de tramontana y otro en el ábside, y se había perdido el tejado y el campanario de espadaña. La restauración arregló los muros y recuperó los elementos perdidos.